# Sevendust (album)
Sevendust – debiutancki album zespołu Sevendust.

## Lista utworów
1. „Black” – 4:08
2. „Bitch” – 3:41
3. „Terminator” – 4:54
4. „Too Close to Hate” – 4:48
5. „Wired” – 3:55
6. „Prayer” – 4:18
7. „Face” – 4:47
8. „Speak” – 3:28
9. „Will It Bleed” – 4:51
10. „My Ruin” – 5:37
11. „Born to Die” – 3:59

## B-side
- „Breathe”